# Hors du temps (Torchwood)
Hors du Temps (Out of Time) est le dixième épisode de la série britannique de science fiction, Torchwood.

## Synopsis
Au travers de la faille de Cardiff, trois voyageurs arrivant de Dublin en 1953 se retrouvent perdus à notre époque. Chargés de les habituer à une vie moderne, Gwen, Owen et Jack vont se lier d'amitié avec chacun d'entre eux. 

## Continuité
- Il s'agit du premier épisode de la série sans scène d'action ou de suspense. Comme le dit Jack au cours de l'épisode, il n'y a aucun monstre à combattre et aucun ennemi.
- Le Sky Gypsy est un De Havilland Dragon Rapide de 1946. Il est identifié comme un "De Havilland" sur le site de l'institut Torchwood (où son nom a été écorché en Sea Gipsy)[1].
- Jack dit que la mort n'est que des ténèbres, d'après ce qu'en dit Suzie Costello dans Ils tuent encore Suzie.
- Le titre anglais Out of Time signifie à la fois Hors du temps et "En retard".

## Musique
- Le Clair de Lune de Ludwig van Beethoven : lorsque Jack règle la radio pour John.
- Trouble par Ray LaMontagne : Diane et Owen boivent dans son appartement.
- I See You Baby de Groove Armada : Lorsqu'Emma se retrouve dans une boite de nuit avec Gwen et Rhys.
- The Good Life par Tony Bennett : Owen et Diane dansant sur le parking.
- Emma chante I Just Blew in from the Windy City du film Calamity Jane.